# Landsturm

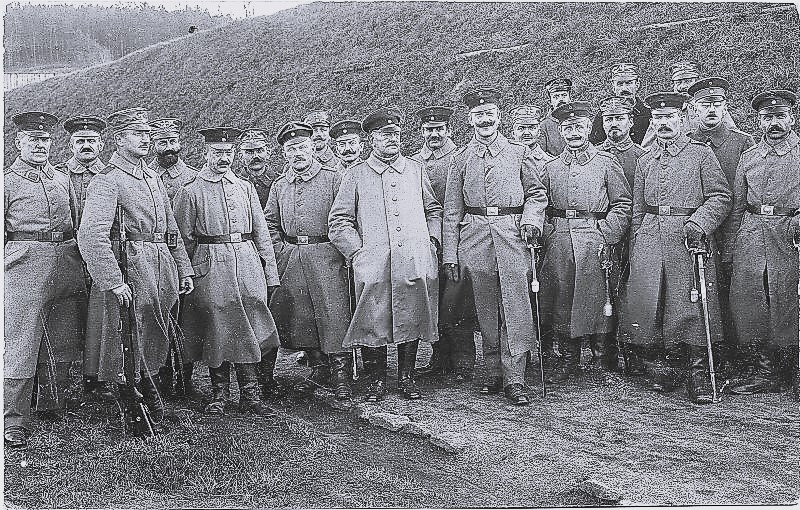
Le Landsturm sur le front de l'Est en 1915.

Dans les pays de langue allemande, le terme Landsturm était utilisé historiquement pour désigner des milices ou des unités militaires composées de troupes de qualité inférieure. Elles existèrent en Prusse, en Allemagne, en Autriche-Hongrie, en Suède et aux Pays-Bas.

## Allemagne

### Prusse
Ce furent d'abord des corps francs de Prusse, créées le 21 avril 1813 par un décret royal du roi Frédéric-Guillaume III de Prusse. Celui-ci appelait alors à la résistance « par tous les moyens » à l'invasion des troupes françaises menées par Napoléon. 
Selon ce décret, tous les citoyens prussiens sont obligés de s'opposer à l'invasion en utilisant toutes les armes disponibles, telle que des haches, des fourches, des faux ou des fusils de chasse. Tous les prussiens sont de plus non seulement encouragés à désobéir aux ordres de l'ennemi, mais en plus à être le plus nuisible possible aux troupes napoléoniennes. 
Ce décret marque une rupture avec l'habituelle jus in bello (citation latine signifiant Loi de la guerre), qui commandait aux populations civiles d'obéir aux ordres de la puissance occupante, et aux forces de police d'assister celle-ci au maintien de l'ordre. Le décret Landsturm précise explicitement qu'il est préférable de risquer le danger provoqué par la rage d'une armée envers la population plutôt que de laisser l'ennemi contrôler la situation. La Légitime défense justifie l'usage de tous les moyens, y compris le chaos.
Le décret fut modifié moins de trois mois après le 17 juillet 1813 et fut purifié de son contenu subversif par rapport aux lois de la guerre, pour devenir une milice de défense nationale.

## Suisse
La landsturm désignait jusqu'à 1995 une classe d'âge de l'armée suisse.